# Procès du massacre du 28 septembre 2009
Le procès du massacre du 28 septembre 2009 juge douze des auteurs ou complices des massacres du 28 septembre 2009 au stade de Konakry ayant entraîné la mort de plus de 157 personnes, les viols et mutilations de 109 femmes et fait 1500 blessés. Il s'ouvre le 28 septembre 2022. La plupart des accusés sont des hauts cadres du Conseil national pour la démocratie et le développement (CNDD). Il s'agit de la plus grande audience criminelle jamais organisée en Guinée.
Le procès est reporté à plusieurs reprises pour des raisons distinctes, notamment la construction du bâtiment qui doit l'abriter. Il se tient du 28 septembre 2022 au 31 juillet 2024. 8 des accusés sont condamnés pour crimes contre l'humanité à des peines de prison comprises entre 10 ans et la perpétuité.  7 d'entre eux font appel.

## Faits
Les massacres du 28 septembre 2009 se sont déroulés pendant une manifestation des partisans de l'opposition guinéenne contre le projet du chef de la junte militaire Moussa Dadis Camara au pouvoir de se présenter à l'élection présidentielle, réprimée dans le sang par l'armée au stade du 28 septembre de Conakry.

## Composition
| N° | Nom et prénoms           | Fonction         |
| -- | ------------------------ | ---------------- |
| 1  | Ibrahima Sory 2 Tounkara | Président        |
| 2  | Alpha Saidou Sylla       | Assesseur        |
| 3  | Aboubacar Thiam          | Assesseur        |
| 4  | Algassimou Diallo        | Ministère public |
| 5  | Mohamed Fantagbé Diakité | Greffier         |

| N° | Nom et Prénoms                    | Détention         |
| -- | --------------------------------- | ----------------- |
| 1  | Moussa Dadis Camara               | 27 septembre 2022 |
| 2  | Aboubacar Sidiki Diakité (Toumba) | 14 mars 2017      |
| 3  | Moussa Thiégboro Camara           | 27 septembre 2022 |
| 4  | Claude Pivi                       | 27 septembre 2022 |
| 5  | Cécé Raphaël Haba                 | 14 mai 2010       |
| 6  | Alpha Amadou Diallo               | 14 mai 2010       |
| 7  | Marcel Guilavogui                 | 18 juin 2010      |
| 8  | Ibrahima Camara (Kalonzo)         | 27 septembre 2022 |
| 9  | Blaise Goumou                     | 27 septembre 2022 |
| 10 | Mamadou Aliou Keita               | 27 septembre 2022 |
| 11 | Abdoulaye Chérif Diaby            | 27 septembre 2022 |
| 12 | Paul Mansa Guilavogui             | 22 mai 2015       |

| N° | Nom et Prénoms                  | Fonction |
| -- | ------------------------------- | -------- |
| 1  | Oury Bailo Bah                  |          |
| 2  | Général Ibrahima Baldé          |          |
| 3  | Colonel Sory Condé              |          |
| 4  | Colonel Mohamed Condé (Escobar) |          |
| 5  | Youssouf Touré Joli             |          |

### Avocats
- Me Pépé Antoine Lamah, avocat de Moussa Dadis Camara ;
- Me Paul Yomba Kourouma, avocat de Aboubacar Sidiki Diakité ;
- Me Hamidou Barry, coordinateur du collectif des avocats des victimes du massacre[3]
- Me Oury Baïlo Bah, Mme Aïssatou Barry et plusieurs autres représentent les parties civiles[4].
- Me Lancinet Sylla, avocat de Aboubacar Sidiki Diakité dit Toumba;
- Me Dinah Sampil, avocat de Moussa Dadis Camara;
- Me Jean Baptiste Jocamey Haba, avocat de Moussa Dadis Camara;
- Me Jean Moussa Sovogui, avocat de Moussa Thiégboro Camara;
- Me Salifou Béavogui, avocat de Ibrahima Camara dit Kalonzo;
- Me Alpha Amadou DS Bah, avocat des parties civiles.

## Chronologie

### Préparation et avant procès
Dès octobre 2009, la cour pénale internationale ouvre une enquête préliminaire sur la situation, un comité de pilotage est créé afin d'anticiper les nombreux sujets en vue du procès, notamment l’instruction de l’affaire terminée en 2017 et couronnée par un arrêt le 25 juin 2019.
Le renforcement des capacités des magistrats chargés de conduire le procès s'organise en 2022.
Prévu du 28 septembre 2022, treize ans après les massacres, il prend des proportions inédites après la prise du pouvoir par le CNRD, le président Mamadi Doumbouya émet le souhait de voir l'organisation du procès avant la date anniversaire des massacres. Une équipe de la CPI visite le bâtiment en compagnie d'Alphonse Charles Wright, le 16 septembre 2022, il confirme la date de l'ouverture des procès du massacre du 28 septembre 2009, 13 ans après les faits.

#### Construction d'une salle d'audience
Le gouvernement d'Alpha Condé démarre la construction d'une salle d'audience de 550 places le 13 janvier 2020, située dans l'enceinte de la Cour d'appel de Conakry. Le chantier traîne jusqu'à l'arrivée de la junte en septembre 2021, qui somme l'entreprise de terminer la structure avant le 28 septembre 2022.
Le 16 septembre 2022, le ministre de la justice annonce que la salle est prête à accueillir le procès et qu'elle va être inaugurée par le président de transition Mamadi Doumbouya le 28 septembre 2022.

### Procès

#### Les accusés
Le procès s'ouvre le 28 septembre 2022 à 15 h en présence du procureur de la Cour pénale internationale Karim Khan.
Après la lecture de l’ordonnance de renvoi, qui rappelle en détail les violences commises le 28 septembre 2009, la présentation des accusés, les avocats ont plaidé pour le renvoi des activités au 4 octobre 2022 afin de mieux préparer leurs argumentaires,.
Du mercredi 4 au vendredi 15 octobre 2022, les interrogatoires à la barre ont concerné Moussa Tiegboro Camara,.
Du samedi 15 au mercredi 19 octobre, s'en sont ensuivis les interrogatoires du capitaine Marcelle Guillavogui.
Du 19 octobre 2022 au 2 novembre 2022, Aboubacar Sidiki Diakité était invité à la barre pour donner son témoignage.
Du 7 au 9 novembre 2022, Cécé Raphaël Haba a été appelé à la barre.
Du 14 au 15 novembre 2022, le tribunal a entendu l'ancien ministre, le colonel Abdoulaye Chérif Diaby.
Le 16 novembre 2022, Ibrahima Camara dit Kalonzo a comparu à la barre.
Le 21 novembre 2022, il a été appelé à la barre Mamadou Aliou Keita.
Le 22 novembre 2022, il a été appelé à la barre Claude Pivi.
Le 5 décembre 2022 au 25 janvier 2023, il a été appelé à la barre Moussa Dadis Camara, qui a réclamé une semaine de report pour raison de santé et l'audience a repris le 12 décembre 2022.
Le 25 janvier 2023, il a été appelé à la barre Blaise Gomou.
.Les interrogatoires se sont terminés avec ceux de Paul Mansa Guilavogui entre le mardi 31 janvier au 13 février 2023,.
Au cours du procès, tous les accusés nient les faits.

#### Les témoins
Les interrogatoires ont commencé par celui de Monsieur Oury Bailo Bah, le 14 février 2023.

### Les preuves
Apres les témoignages, la présentation des preuves a commencé par l'enregistrement audio de l'interview de Moussa Dadis, chef d'Etat major.
Le 4 mars le procès est renvoyé au 18 mars pour requalification des faits,.

### Verdicts
Le 31 juillet 2024 entre 14 et 16 heures. Les douze accusés ont été informés sur leur sort, conformément au verdict du président du tribunal criminel de Dixinn, :
- Colonel Claude Pivi, à la réclusion criminelle à perpétuité, assortie d’une période de sûreté de 25 ans, de crime contre l'humanité pour meurtre, enlèvement, torture, séquestration et pilage. Un mandat d'arrêt est décerné contre lui après son évasion depuis le 4 novembre 2023 de la prison centre de Conakry[24],[25];
- Capitaine Moussa Dadis Camara, à 20 ans d’emprisonnement pour crime contre l'humanité sur la base de sa responsabilité hiérarchique[26];
- Colonel Moussa Tiégboro Camara, à 20 ans d’emprisonnement, crime contre l'humanité pour viol, meurtre, torture, enlèvement, séquestration du fait de sa responsabilité de commandement[26];
- Capitaine Marcel Guilavogui, à 18 ans pour crime contre l'humanité pour meurtre, viol, torture, enlèvement et séquestration.
- Colonel Blaisse Gomou, 15 ans de prison pour crime contre l'humanité pour meurtre, enlèvement, viol, torture et séquestration.
- Aboubacar Sidiki Diakité (Toumba), à 10 ans de prison pour crime contre l'humanité pour viol, meurtre, torture, enlèvement, séquestration du fait de sa responsabilité de commandement;
- Adjudant-chef Mamadou Aliou Keïta; condamné à 11 ans de prison pour crime contre l'humanité pour viol;
- Sergent Paul Mansa Guillavogui, 10 ans de prison pour crime contre l'humanité pour torture.

Quatre autres sont renvoyés à des fins de poursuite pour crime non imputables à leur égard, il s'agit des dénommés Cécé Raphaël Haba, colonel Abdoulaye Cherif Diaby, Ibrahima Camara (Kalonzo) et Alpha Amadou Baldé.
Deux autres, décédés, ont bénéficié d'abandon sur la base de la prescription de l'action publique : le Général Mamadouba Toto Camara et le Colonel Sambarou Diamankan.

#### Dédommagement
Les huit condamnés devrait payer initialement aux ONG constituées parties civiles, les montants suivants :
- 1 milliard cinq cent millions de francs guinéens pour chaque cas de viol.
- 1 milliard de francs guinéens pour chaque cas de mort et de disparition.
- 500 millions de francs guinéens pour chaque cas de pillage.
- 200 millions de francs guinéens pour chaque cas de torture et de coups et blessures volontaires[27].

Le 26 mars 2025, le gouvernement annonce que l’intégralité des frais d’indemnisation dus aux victimes du massacre du 28 septembre 2009 sera désormais financée par le Budget National de Développement (BND),.

### Appel
Apres le verdict, le président Ibrahima Sory II Tounkara a rappelé aux condamnés qu'ils ont 15 jours pour interjeter en appel. Le lendemain du verdict, les avocats de Moussa Dadis Camara disent être surpris de leur condamnation, interjettent en appel et se réservent le droit de porter plainte à la cour de justice de la CEDEAO pour multiples violations du droit de leurs client,,.Sur les condamnés, 7 dont lui font finalement appel.

## Médias
Le 28 septembre 2022, l'inauguration du bâtiment et le procès étaient retransmis en direct sur la RTG, Espace Tv, Evasion TV, Djoma TV et d'autres sites d'information en ligne.

## Analyses et réactions
Le 28 septembre 2022, le secrétaire général des Nations unies António Guterres prend note de l’ouverture du procès des crimes du 28 septembre 2009. Il rend hommage aux centaines de victimes de ces événements et à leurs familles,.
Apres le verdict, les réactions ont fusé tant en Guinée qu'à l'international :
- Pour le gouvernement guinéen à travers son porte-parole sur X, Ousmane Gaoual Diallo dit que le « Le 28 septembre 2009, la Guinée a vécu une tragédie qui a marqué notre histoire. Il y a un avant et un après cette date. Il était important que la justice soit rendue aux victimes et à leurs familles... »[35];
- Pour le bureau du procureur de la Cour pénale internationale ce verdict va au delà d'un simple procès qui voie l’implication d’anciens dirigeants guinéens, au plus haut niveau. Les juges guinéens ont envoyé un signal clair selon lequel personne n’est au-dessus des lois et ceux qui commettent des crimes visés par le statut de Rome feront face à la justice[36],[37];
- Le collectif des avocats par maitre Amadou DS Bah dit que « ce processus qui a été conduit à terme, c’est justement parce que les victimes sont restées dignes et déterminées pour obtenir la justice...les organisations comme AVIPA, FIDH, OGDH ont toujours su que tôt ou tard il y aurait procès dans cette affaire »[38],[39];
- Asmaou Diallo, présidente de l’association des parents et amis et victimes du 28 septembre 2009 parle d'une date douloureuse et mémorable pour les victimes, un immense soulagement même si la douleur liée aux pertes humaines demeure[40],[41];
- Certaines victimes, telles que les personnalités politiques Cellou Dalein Diallo[42] ou Sidya Touré ou les ou les instances qui avaient organisé la manifestation se disent satisfaites du verict[43].
- Fatoumata Barry, l'une des rares victimes des viols collectifs ayant renoncé  au huis-clos, regrette que la demande de voir la responsabilité civile de l'État engagée ait été rejetée, alors que cela aurait permis un paiement effectif des sommes dues au titre des réparations, dont les victimes ont besoin pour se soigner et se reconstruire[44],[17].

## Galerie

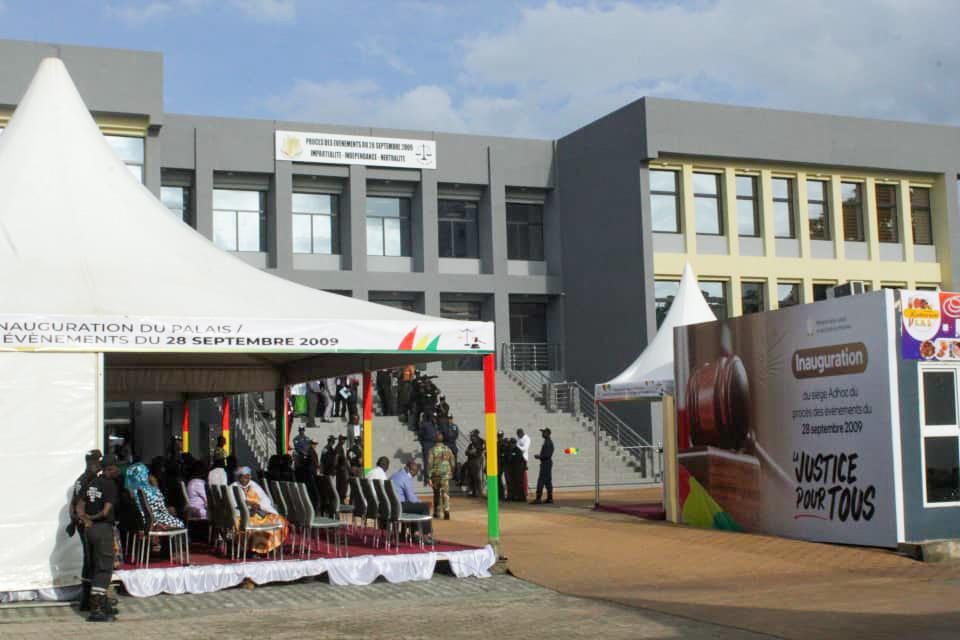
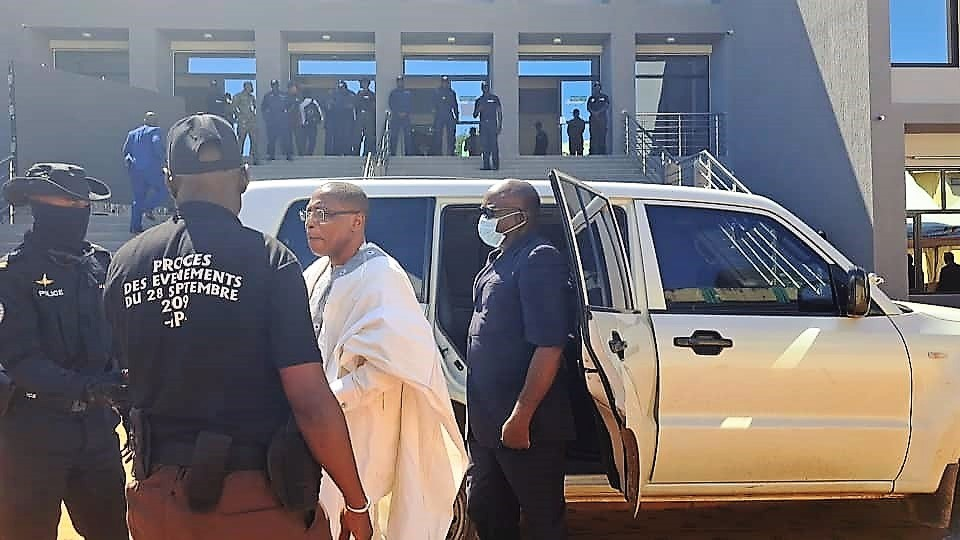
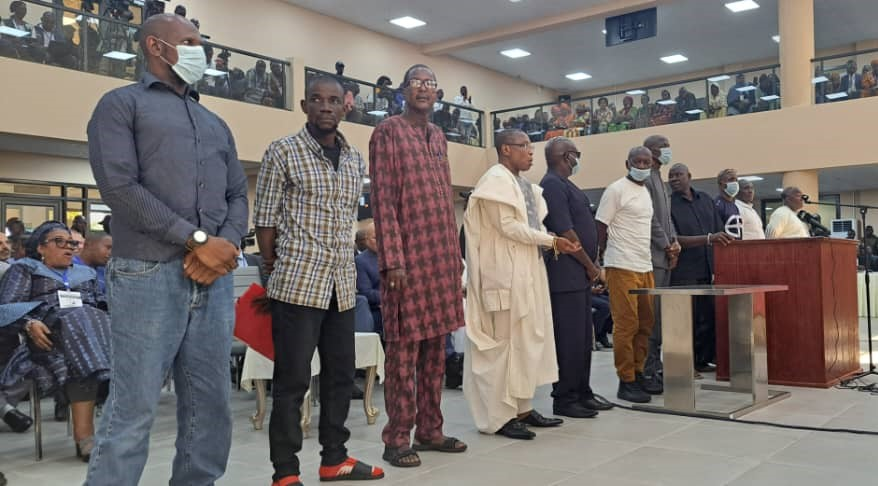
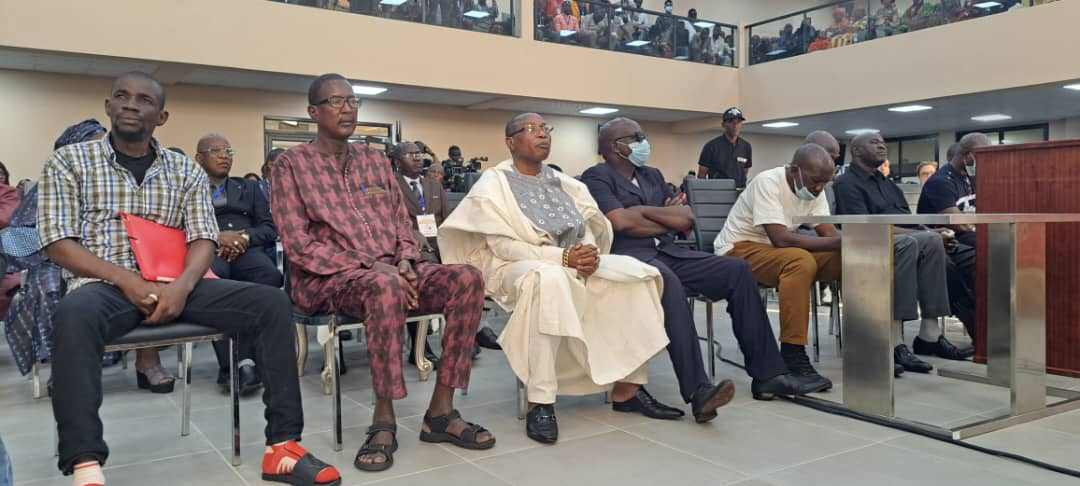
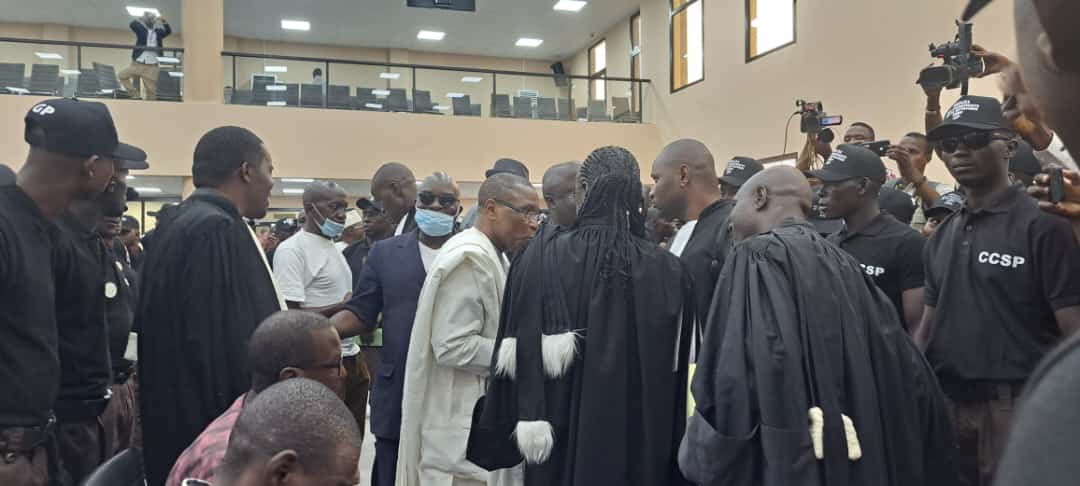
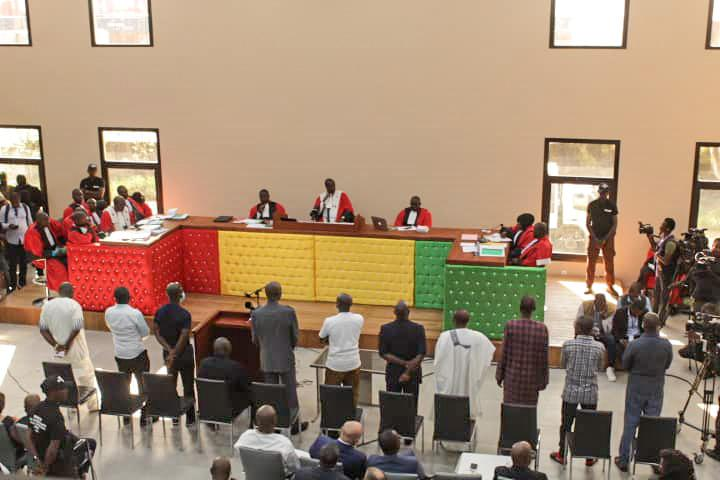
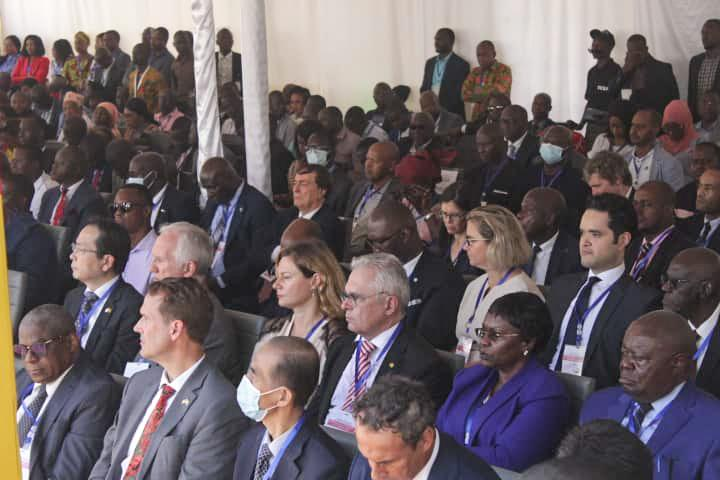
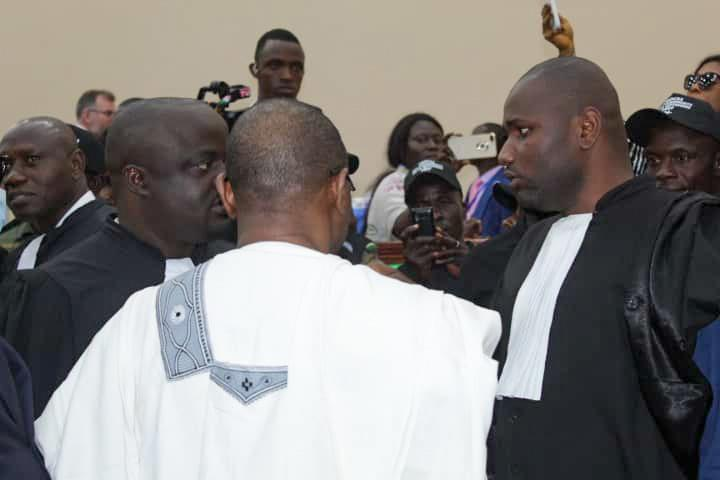
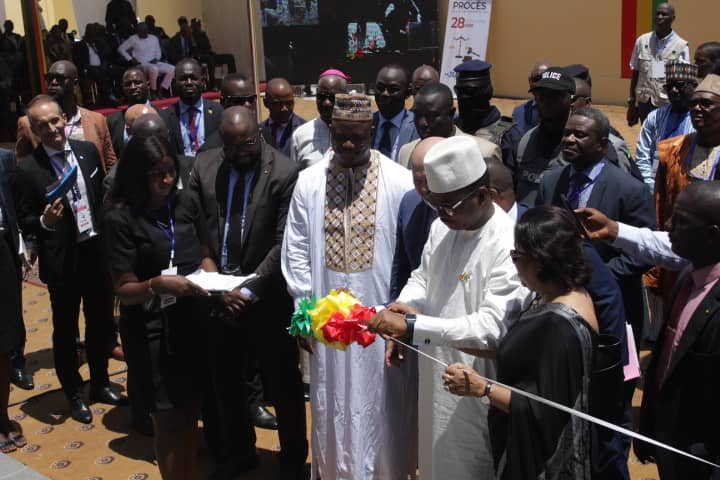
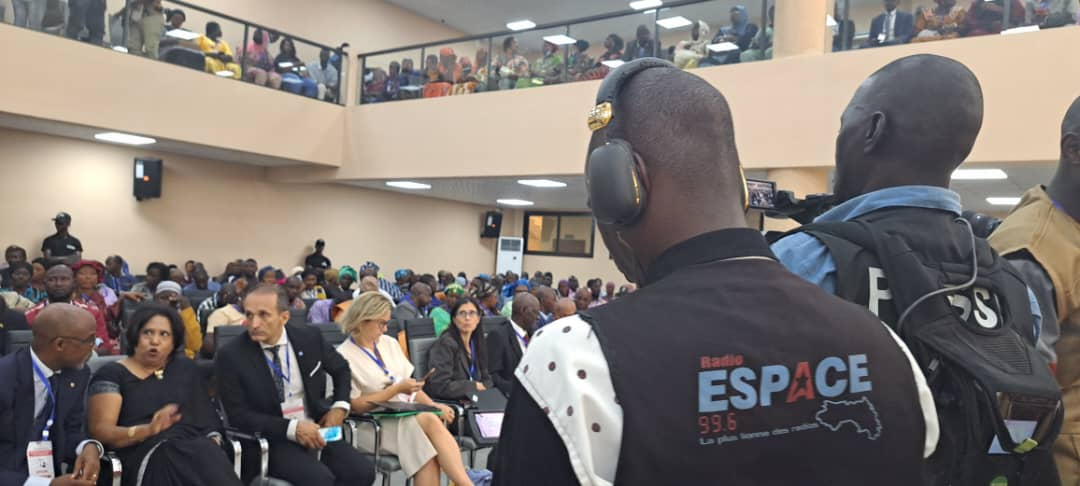